# Дубовая (приток Большого Аркадака)
Дубовая — река в России, протекает в Аркадакском районе Саратовской области. Левый приток реки Большой Аркадак (Аркадак).

## География
Река Дубовая берёт начало около села Баландинка. Течёт на север. Устье реки находится у деревни Григорьевка в 61,2 км по левому берегу реки Большой Аркадак. Длина реки составляет 21 км. Площадь водосборного бассейна — 98,4 км².
На реке расположена деревня Дубовая.

## Данные водного реестра
По данным государственного водного реестра России относится к Донскому бассейновому округу, водохозяйственный участок реки — Хопёр от истока до впадения реки Ворона, речной подбассейн реки — Хопер. Речной бассейн реки — Дон (российская часть бассейна).
Код объекта в государственном водном реестре — 05010200112107000005810.